# Odžak, Pljevlja
Odžak este un sat din comuna Pljevlja, Muntenegru. Conform datelor de la recensământul din 2003, localitatea are 87 de locuitori (la recensământul din 1991 erau 174 de locuitori).

## Demografie
În satul Odžak locuiesc 68 de persoane adulte, iar vârsta medie a populației este de 42,8 de ani (40,6 la bărbați și 44,9 la femei). În localitate sunt 26 de gospodării, iar numărul mediu de membri în gospodărie este de 3,31.
Populația localității este foarte eterogenă.
|  |

| Demografie | Demografie | Demografie |
| An         | Locuitori  | Locuitori  |
| ---------- | ---------- | ---------- |
|            |            |            |
|            |            |            |
|            |            |            |
|            |            |            |
| 1948       | 230        |            |
| 1953       | 239        |            |
| 1961       | 207        |            |
| 1971       | 187        |            |
| 1981       | 168        |            |
| 1991       | 174        | 169        |
| 2003       | 95         | 87         |

| \| Componența etnică conform recensământului din 2003[2] \| Componența etnică conform recensământului din 2003[2] \| Componența etnică conform recensământului din 2003[2] \| Componența etnică conform recensământului din 2003[2] \| Componența etnică conform recensământului din 2003[2] \| \| ----------------------------------------------------- \| ----------------------------------------------------- \| ----------------------------------------------------- \| ----------------------------------------------------- \| ----------------------------------------------------- \| \| \| \| \| \| \| \| Sârbi \| Sârbi \| \| 45 \| 51,72% \| \| Bosniaci \| Bosniaci \| \| 20 \| 22,98% \| \| Muntenegreni \| Muntenegreni \| \| 7 \| 8,04% \| \| Musulmani \| Musulmani \| \| 6 \| 6,89% \| \| Germani \| Germani \| \| 1 \| 1,14% \| \| necunoscută \| necunoscută \| \| 0 \| 0% \| |              |  |    |        |
| Componența etnică conform recensământului din 2003 |              |  |    |        |
| |              |  |    |        |
| Sârbi | Sârbi        |  | 45 | 51,72% |
| Bosniaci | Bosniaci     |  | 20 | 22,98% |
| Muntenegreni | Muntenegreni |  | 7  | 8,04%  |
| Musulmani | Musulmani    |  | 6  | 6,89%  |
| Germani | Germani      |  | 1  | 1,14%  |
| necunoscută | necunoscută  |  | 0  | 0%     |